# L'Anse-au-Clair
L'Anse-au-Clair är en ort i Kanada.   Den ligger i provinsen Newfoundland och Labrador, i den östra delen av landet, 1 500 km öster om huvudstaden Ottawa. L'Anse-au-Clair ligger 39 meter över havet och antalet invånare är 264.
Terrängen runt L'Anse-au-Clair är lite kuperad. Havet är nära L'Anse-au-Clair söderut. Trakten är glest befolkad. Närmaste större samhälle är Lourdes-de-Blanc-Sablon, 8,4 km väster om L'Anse-au-Clair. 